# Kuglački klub Obrtnik Oroslavje
Kuglački klub "Obrtnik" (KK Obrtnik Oroslavje; KK Obrtnik; Obrtnik Oroslavje; Obrtnik) je muški kuglački klub iz Oroslavja, Krapinsko-zagorska županija. 
 
U sezoni 2019./20. klub se natječe u 2 hrvatskoj ligi - Sjever, ligi trećeg stupnja hrvatske lige u kuglanju.

## O klubu
Kuglanje se u Hrvatskom zagorju i Oroslavju počelo igrati nakon Prvog svjetskog rata isključivo rekreativno i neorganizirano u sklopu goszionica, a natjecateljski iza Drugog svjetskog rata, kada dolazi do izgradnje više jednostaznih kuglana na području Hrvatskog zagorja. 
 
Od 1947. pa do kraja 1960.-ih kglački klub iz Oroslavja osvaja više prvenstva Hrvatskog zagorja. Klub igra u kuglanama u Krapinskim Toplicama, Krapini, Zlataru, Donjoj Stubici, Stubičkim Toplicama, Jertovcu i Oroslavju. Kajem 1960.-ih se dotadašnje jednostazne kuglane ruše. U nekim mjestima se umjesto njih grade četverostazne kuglane, ali se ona u Oroslavju ne obnavlja, te se klub gasi. 
 
Početkom 1970.-ih je izgrađena nova automatizirana staza u Stubičkim Toplicama, te ae pri oroslavskoj tvornici obuće "Astra" osniva istoimeni kuglački klub koji nakon godinu dana ulazi u sastav Športskog društva "Oroslavje". 1980. godine klub je nastupio na završnici Prvenstva Hrvatske, održanog u Rijeci. Nakon nekoliko osvojenih prvenstva Hrvatskog zagorja "Oroslavje" se 1987. plasira u "Hrvatsku ligu". Klub 1992. godine prestaje s radom. 
 
1997. godine klub se obnavlja pod nazivom "Obrtnik" te pretežno nastupa u "Drugoj" i "Trećoj hrvatskoj ligi - Sjever". 2010. godine "Obrtnik" igra kvalifikacije za ulazak u "Prvu hrvatsku ligu".

## Uspjesi

### Ekipno

#### do 1991.
Prvenstvo Hrvatskog zagorja
(nepotpun popis)
- prvak: 1951., 1963., 1980., 1985., 1986., 1987.

#### nakon 1991.
2. hrvatska liga - Sjever
- prvak: 2009./10.

3. hrvatska liga - Sjever
- prvak: 2018./19. (Zona Varaždin)
- doprvak: 2012./13. (Varaždin)

## Pregled plasmana po sezonama
| sezona    | rang lige | liga                            | poz.    | klubova u ligi | ut      | pob     | ner     | por     | poen+   | poen-   | bod     | napomene         | izvori  |
| Obrtnik   | Obrtnik   | Obrtnik                         | Obrtnik | Obrtnik        | Obrtnik | Obrtnik | Obrtnik | Obrtnik | Obrtnik | Obrtnik | Obrtnik | Obrtnik          | Obrtnik |
| --------- | --------- | ------------------------------- | ------- | -------------- | ------- | ------- | ------- | ------- | ------- | ------- | ------- | ---------------- | ------- |
| 2008./09. | II.       | 2. HKL - Sjever                 | 10.     | 12             | 22      | 8       | 0       | 14      | 76      | 100     | 16      |                  |         |
| 2009./10. | II.       | 2. HKL - Sjever                 | 1.      | 12             | 22      | 19      | 0       | 3       | 131     | 45,5    | 38      |                  |         |
| 2009./10. | II.       | Kval. za 1. HKL                 | 5.      | 5              |         |         |         |         |         |         |         | igrano turnirski |         |
| 2010./11. | II.       | 2. HKL - Sjever                 | 10.     | 12             | 22      | 6       | 2       | 14      | 68      | 108     | 14      |                  |         |
| 2011./12. | III.      | 3. HKL - Sjever - Varaždin      |         |                |         |         |         |         |         |         |         |                  |         |
| 2012./13. | III.      | 3. HKL - Sjever - Varaždin      | 2.      | 13             | 24      | 17      | 0       | 7       | 117,5   | 74,5    | 34      |                  |         |
| 2013./14. | III.      | 3. HKL - Sjever - Varaždin      | 3.      | 11             | 20      | 13      | 1       | 6       | 92      | 68      | 27      |                  |         |
| 2014./15. | III.      | 3. HKL - Sjever - Varaždin      | 6.      | 11             | 20      | 10      | 2       | 8       | 87      | 73      | 22      |                  |         |
| 2015./16. | III.      | 3. HKL - Sjever - Varaždin      | 3.      | 12             | 22      | 16      | 0       | 6       | 109     | 67      | 32      |                  |         |
| 2016./17. | IV.       | 3. HKL - Sjever - Zona Varaždin | 4.      | 10             | 18      | 10      | 0       | 8       | 81      | 63      | 20      |                  |         |
| 2017./18. | IV.       | 3. HKL - Sjever - Zona Varaždin | 3.      | 12             | 22      | 14      | 1       | 7       | 107     | 69      | 29      |                  |         |
| 2018./19. | IV.       | 3. HKL - Sjever - Zona Varaždin | 1.      | 11             | 20      | 16      | 1       | 3       | 107,5   | 52,5    | 33      |                  |         |
| 2019./20. | III.      | 2. HKL - Sjever                 |         | 10             | 18      |         |         |         |         |         |         |                  |         |
|           |           |                                 |         |                |         |         |         |         |         |         |         |                  |         |
|           |           |                                 |         |                |         |         |         |         |         |         |         |                  |         |

## Vanjske poveznice
- Kuglački klub "Obrtnik" Oroslavje, facebook stranica
- Kuglački klub Obrtnik  Arhivirana inačica izvorne stranice od 17. studenoga 2019. (Wayback Machine)
- [neaktivna poveznica]